# Kurtlapa, Sivas
Kurtlapa là một thị trấn thuộc thành phố Sivas, tỉnh Sivas, Thổ Nhĩ Kỳ. Dân số thời điểm năm 2011 là 1.985 người.